# 핵전쟁

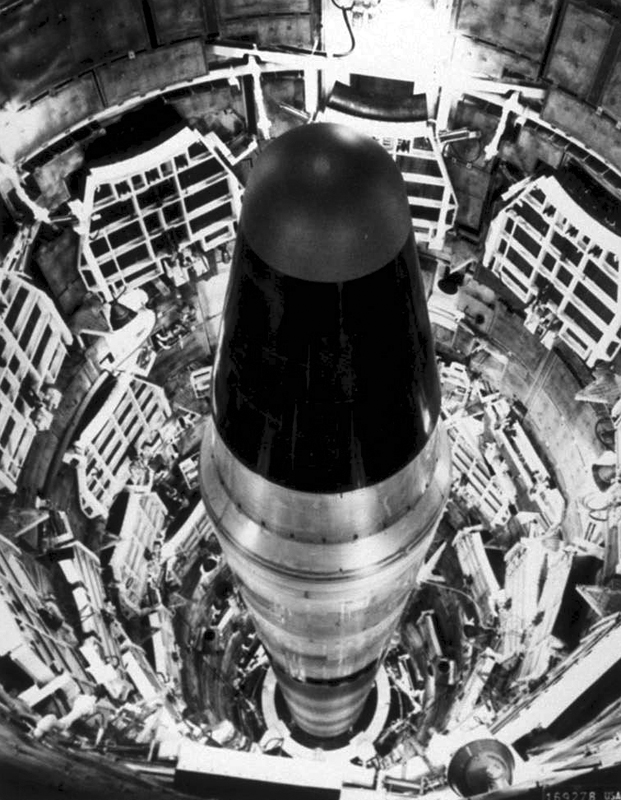
타이탄 II ICBM은 9 Mt급인 W53 핵탄두를 장착한다. 이것은 냉전 시대에 미국이 보유한 최고 폭발력의 핵탄두 중 하나이다.

핵전쟁(核戰爭)은 핵무기를 사용하는 전쟁을 말한다. 핵무기의 역사에서 국가단위의 전쟁에서 핵무기는 두 번 사용되었고, 모두 미국이 일본에게 사용했다. 오늘날 핵전쟁이라는 용어는 주로 전쟁의 두 당사국이 모두 핵무장을 한 경우의 전쟁이라는 의미로 쓴다. 그리고 핵전쟁을
제3차세계대전이라 부른다. 그리고 요즘 강해지고 있는 조선민주주의인민공화국이 핵탄두 도발도 핵전쟁을 부른다. 최근에는 강대국들조차 제한적인 핵전쟁을 고려하기 시작했다. 과거 대멸종을 부른 것으로 추정되는 운석이 떨어졌을 때 생긴 폭발의 위력은 1억 메가톤 TNT 정도였으며 이는 현존하는 핵폭탄들을 압도적으로 가볍게 능가한다. 그러나 역시 그것보다 더 압도적인 지구에는 대단한 문제가 없었던 것으로 보인다.
핵도 무적의 무기는 아니기 때문에 경제력이 증가하여 점점 강대한 방호력을 가진 사람들이 증가할수록 핵전쟁에 대한 공포도 감소하고 있을 수 있다.

## 핵전쟁의 유형
핵무기를 사용한 전쟁은 보통 두 가지로 나뉜다.
첫 번째는 일부 제한적 핵전쟁이다. 핵 공격을 국지적으로 주고 받는다. 주로 적의 군대를 겨냥한 소수의 전술핵을 사용한다. 핵폭발에 의해 민간인들이 피해를 입기도 하겠지만, 주된 목적은 군대를 공격하는 것이다. 재래식 무기에 비해 월등히 값싸고 파괴력이 높기 때문에, 다수의 국가들이 비교적 폭발력이 약한 전술 핵무기를 냉전시대에 개발했다.
두 번째는 전면적 핵전쟁이다. 대량의 핵무기가 전 국토적으로 사용된다. 민간인에 대한 공격도 포함한다. 이 유형의 전쟁은 적의 경제, 사회, 군사적인 모든 기반시설들을 공격하는 것이 목적이다.

## 현재 고려되는 것들

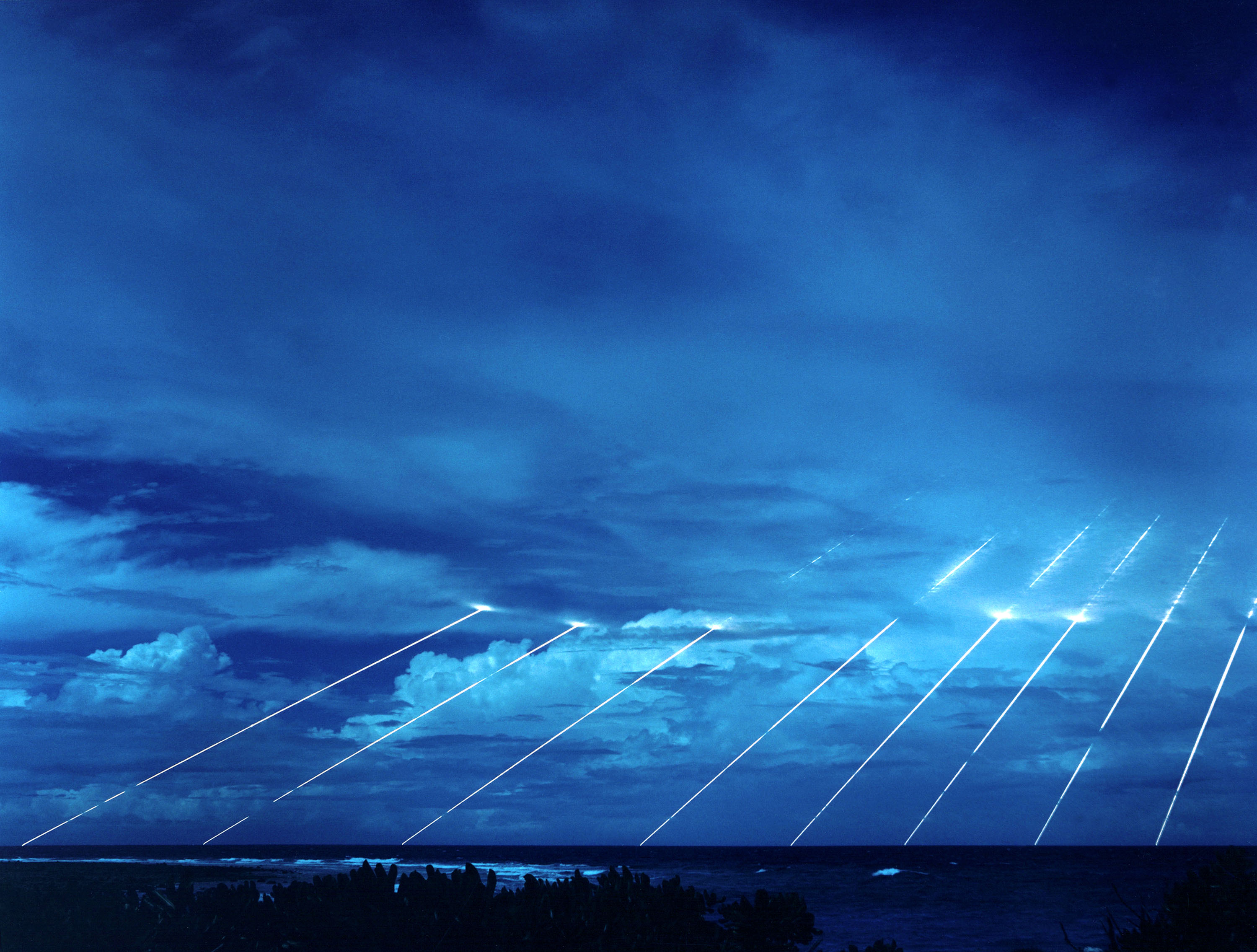
마셜제도의 콰잘렌 섬 미사일 시험장에서 LGM-118A 피스키퍼 미사일 시스템이 테스트 중이다. 사진의 광선들은 피스키퍼의 탄두이다. 1개의 피스키퍼 미사일은 10개의 핵탄두를 장착하고 있다. 이 탄두들은 각각의 목표물을 정해서 낙하한다. 각 탄두는 히로시마 핵폭탄의 25배 위력을 가지고 있다.

### 지역적 핵전쟁의 잠재적인 결과
2006년 12월 미국 지구물리연맹(AGU)의 연례 회의에서 발표된 연구결과에 의하면, 소규모의 지역적인 핵전쟁은 제2차 세계대전의 전체 인명 피해와 동일한 직접적 피해를 가져오며, 지구 기후환경을 십여 년간 오염시킬 것이라고 한다.
이 시나리오는 두 적대국이 각각 50발의 히로시마급 핵폭탄(1발의 폭발력은 15킬로톤급이다)을 사용하여 인구밀집지대 등을 공격하는 것으로, 260만 명에서 1670만 명의 희생자가 발생할 것으로 예상되었다.
또한 500만 톤의 먼지가 날리면서, 북아메리카와 유라시아의 넓은 지역에 걸친 냉각효과가 발생할 것이다. 연구자에 따라서, 수년간의 냉각효과는 대재앙을 가져올 수도 있을 것이라고 한다.

### 준전략적인 (sub-strategic) 사용
위에 언급한 예제들은 전략적 수준에서의 핵전쟁이다. 그러나 많은 핵보유국들은 일부 제한적인 사용을 하는 경우도 가능하다고 보고 있다.
영국은 적에 대해서 한 발 또는 제한된 수의 미사일을 발사하는 것으로서, "전멸에 대한 경고"라는 정치적인 메시지를 보낼 수 있을 것이라고 본다.
이러한 방식으로 전략 핵무기를 사용하는 것은 전술 핵무기의 상호공격보다 더욱 더 제한적인 역할이 될 수 있다고 한다.
영국의 뱅가드급 잠수함은 이러한 목적을 위해 몇 발의 트라이던트 미사일을 장착하고 있다.

### 핵테러
이란이나 조선민주주의인민공화국 같은 몇몇 국가들은 테러를 통해 간접적으로 적을 공격하기 위해 핵무기를 생산하거나 획득할 가능성이 있다. 최근의 조선민주주의인민공화국 핵실험에 쓰인 기폭장치는 이러한 계획이 가능함을 시사하고 있다.

### 핵기근
핵폭탄이 폭발하면 핵겨울에 의해 핵기근이 생긴다는 것이 연구 결과 1963년에 밝혀졌다.

### EMP
한국은 북한 핵미사일이 폭발할 때 발생하는 전자기 펄스(EMP)에 대한 대비가 거의 전무한 것으로 알려져 있다. 후쿠시마 원전 사태에서, 원전 가동에 필수적인 전기 공급이 차단되면, 원전은 스스로 냉각을 못해서 자체 폭발하여 대규모 방사능 재앙을 일으키는데, 한국의 원전은 북한 핵미사일의 폭발로 인한 EMP 공격에 아무 대비가 없는 것으로 알려져 있어서, 북한 핵미사일이 직접 원전을 파괴하지 않더라도, EMP 공격 효과에 따라, 전국의 모든 원전이 냉각을 못해서 자체 폭발할 수 있다.

## 같이 보기
- 억지이론
- 제3차 세계대전
- 핵무기가 나오는 소설
- 대량살상무기
- 핵전쟁 (카드게임)
- 최후의 날 시계
- 핵전쟁에 대한 노래들
- 핵공격시 생존법